# Elliottův záliv

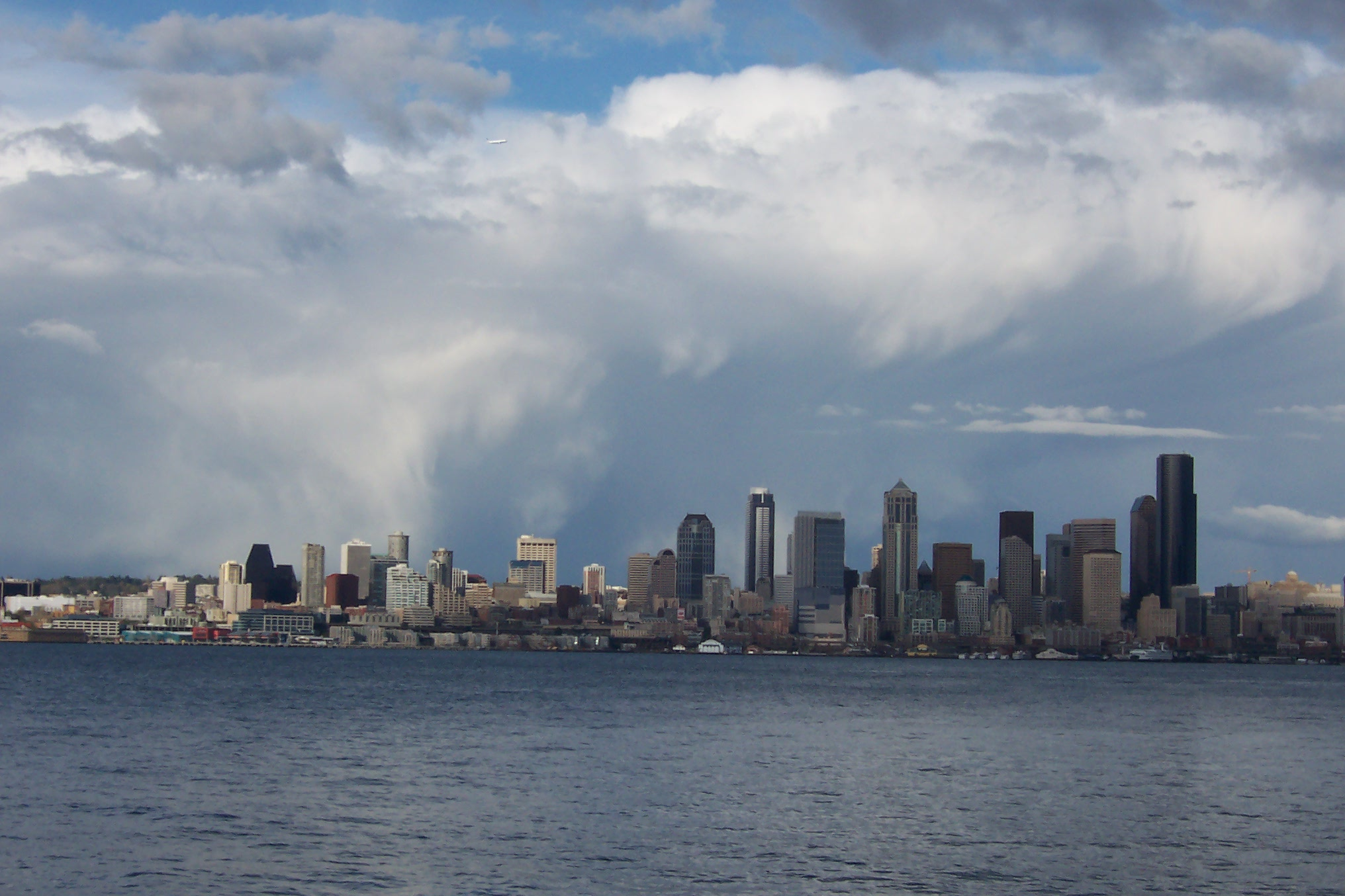
Pohled na záliv a na město ze severního konce poloostrova Alki Point

Elliottův záliv je záliv, na jehož břehu leží americké město Seattle. Na východě od zálivu se nachází město Seattle a přístav Port of Seattle, který byl v roce 2002 nejrušnějším přístavem v objemu kontejnerové přepravy (TEU) a 46. nejrušnějším přístavem na světě. Na západě od zálivu se nachází Pugetův záliv, jehož hranicí je přímka mezi seattleskými čtvrtěmi Alki Point a West Point.
Dosud není známo, po kom byl záliv pojmenován. Pravděpodobně to ale byl Samuel Elliott, který byl lodním poddůstojníkem při Wilkesově expedici, ale mohli to být také Jared Elliott, který byl při expedici jako kněz nebo George Elliott, který byl stevardem.
V zálivu se také nachází Colmanův přístav, který je hlavním terminálem Washington State Ferries v Seattlu. Ze Seattlu pravidelně vyplouvají lodě na ostrov Bainbridge Island a do Bremertonu. Záliv křižují od května do září přívozy King County Water Taxi, které spojují centrum města se čtvrtí West Seattle.
Duwamišská řeka je hlavním vodním zdrojem zálivu.
Smyšlený výškový dům Elliott Bay Towers, domov Frasiera Cranea ze TV seriálu Frasier, nese jméno po zálivu, stejně jako už reálné knihkupectví Elliott Bay Bookstore ve čtvrti Capitol Hill.
29. března 2002 během posledního letu do Smithsonianského muzea letectví a kosmonautiky spadl do zátoky poslední zachovalý Boeing 307 na světě.